# Lytta bayoni
Lytta bayoni es una especie de coleóptero de la familia Meloidae.

## Distribución geográfica
Habita en Uganda.